# Újszentiván
Újszentiván è un comune dell'Ungheria di 1.578 abitanti (dati 2001). È situato nella contea di Csongrád-Csanád.